# Prethopalpus attenboroughi
Espèce
Prethopalpus attenboroughi est une espèce d'araignées aranéomorphes de la famille des Oonopidae.

## Distribution
Cette espèce est endémique du Queensland en Australie. Elle se rencontre sur l'île Horn dans les îles du Détroit de Torrès.

## Description
Le mâle holotype mesure 1,04 mm.

## Étymologie
Cette espèce est nommée en l'honneur de David Attenborough.

## Publication originale
- Baehr, Harvey, Burger & Thoma, 2012 : The new Australasian goblin spider genus Prethopalpus (Araneae, Oonopidae). Bulletin of the American Museum of Natural History, no 369, p. 1-113 (texte intégral).